# Columbretes-szigetek
Columbretes-szigetek (spanyolː Islas Columbretes) apró, vulkanikus eredetű  szigetek egy csoportja a Földközi-tengerben, a spanyolországi Castellón de la Plana közelében, kb. 49 km-re Oropesa del Martól. Közigazgatásilag a Valencia közösségben, Castellón de la Planához tartoznak.
A lakatlan szigetcsoportot körülvevő tengeri rezervátum 2020 táján 5543 hektár. A fészkelő tengeri madarak kolóniái uralják a szigeteket.

## A szigetek
A szigetcsoport négy fő részre osztható, amelyek szigetecskék és zátonyok csoportjából állnak. A fő szigetek és csoportokː
- Illa Grossa (Columbret Gran),
- La Ferrera,
- La Foradada
- El Carallot.

A ciánzöld színnel kiemelt szigetek sziklaszirtek.
| L'Illa Grossa csoport (14,3 ha) | La Ferrera csoport (1,95 ha) | La Foradada csoport (2,21 ha)                                                                                       | El Carallot csoport (0,49 ha) |
| --- | --- | --- | --- |
| - Columbret Gran (Illa Grossa) (13,33 ha) - Trenca Timons (40 m2) - Mancolibre (0,56 ha) - Senyoreta (0,14 ha) - Mascarat (0,27 ha) | - La Ferrera (Malaspina) (1,53 ha) - Espinosa (0,03 ha) - Bauzà (0,25 ha) - Valdés (0,04 ha) - Navarrete (0,10 ha) - Laja Navarrete (50 m2) - El Ciscar - El Fidalgo | - La Foradada (1,63 ha) - Lobo (Foradadeta) (0,47 ha) - Méndez Núñez (0,11 ha) - Pedra Joaquín (20 m2) - Jorge Juan | - El Carallot (Galiano) (0,414 ha) - Cerquero (0,03 ha) - Xurruca (0,04 ha) - Baleato (0,01 ha) - Ulloa - Patiño - Luyando - Mendoza - Díaz |

## Illa Grossa
Az Illa Grossa a Columbretes-szigetek messze a legnagyobb, egyben legészakibb szigete. Egy ősi kráter helyén áll, és jellegzetes félkör alakú mintázatot mutat. Nincsenek rajta épületek, csak egy 19. századi világítótorony, egy móló és a rezervátumban dolgozó biológusok által használt személyzeti szállás.